# EXTRACT
EXTRACT（エクストラクト）は2010年9月24日に発売されたI'veのインディーズアルバム。

## 概要
I've Girls Compilationシリーズ第7弾。コンピレーションアルバムとしては前作「COLLECTIVE」以来5年ぶりのリリースとなり、アルバムオリジナルの1曲を含む全25曲が選曲されている。I've Girls Compilationシリーズにおいては「verge」以来のCD2枚組のリリースとなる。価格は3,990円。品番はICD-66021。前作と同様にソフトウェア取扱店での販売となる。
島みやえい子は川田まみとのユニット「Healing Leaf」のみの参加である。また2006年4月にI'veを脱退したMOMO（現在はモモイヒトミとしてソロ活動中）の楽曲や、2009年にI'veに参入した桐島愛里の楽曲、そして新規書き下ろしして川田まみが歌うタイトルチューン「EXTRACT〜The truth in me〜」も収録。また、同盤のブックレットの中に収められたチラシによりI'veのベストアルバムの制作、発売が告知された。

## 収録曲

### Disc-1
1. La clef 〜迷宮の鍵〜／KOTOKO [5:21]
  - 作詞：KOTOKO／作曲・編曲：井内舞子
2. 決断のentrance／KOTOKO [6:09]
  - 作詞：KOTOKO／作曲・編曲：C.G mix
3. a piacere／KOTOKO [5:49]
  - 作詞：KOTOKO／作曲・編曲：高瀬一矢
4. platinum／川田まみ [4:21]
  - 作詞：川田まみ／作曲・編曲：井内舞子
5. oblivion／KOTOKO [5:22]
  - 作詞：KOTOKO／作曲・編曲：C.G mix
6. dilemma／川田まみ [4:15]
  - 作詞：川田まみ／作曲：中沢伴行／編曲：中沢伴行、尾崎武士
7. melty snow／川田まみ [5:54]
  - 作詞：川田まみ／作曲・編曲：井内舞子
8. 絆 〜endless days〜／桐島愛里 [5:04]
  - 作詞：KOTOKO／作曲・編曲：井内舞子
9. jihad／KOTOKO [4:45]
  - 作詞：KOTOKO／作曲：C.G mix／編曲：C.G mix、尾崎武士
10. LAST IN BLUE／MELL [5:36]
  - 作詞：MELL／作曲・編曲：中沢伴行
11. Leaf ticket／KOTOKO [4:57]
  - 作詞：KOTOKO／作曲・編曲：C.G mix
12. bumpy-Jumpy!／KOTOKO [3:37]
  - 作詞：KOTOKO／作曲・編曲：中沢伴行、尾崎武士

### Disc-2
1. Restoration 〜沈黙の空〜／KOTOKO [5:11]
  - 作詞：KOTOKO／作曲・編曲：C.G mix
2. Vacillate／川田まみ [5:30]
  - 作詞：川田まみ／作曲：羽越実有／編曲：羽越美有、Rich
3. 同じ空の下で／KOTOKO [5:35]
  - 作詞：MOMO、高瀬一矢／作曲・編曲：高瀬一矢
4. Slow Step／Healing Leaf [6:07]
  - 作詞：KOTOKO／作曲・編曲：羽越実有
5. 幻想の宝石／KOTOKO [4:35]
  - 作詞：KOTOKO／作曲：C.G mix／編曲：C.G mix、星野威
6. For our days／川田まみ [5:13]
  - 作詞：川田まみ／作曲・編曲：高瀬一矢
7. HALLUCINO／KOTOKO [5:39]
  - 作詞：KOTOKO／作曲・編曲：中沢伴行
8. Cherish／MOMO [4:41]
  - 作詞：MOMO／作曲・編曲：井内舞子
9. Undying Love／KOTOKO [5:27]
  - 作詞：魁／作曲：F-ACE／編曲：高瀬一矢
10. Bizarrerie Cage／MELL [4:12]
  - 作詞：松島詩史／作曲・編曲：井内舞子
11. 白い輪舞曲／詩月カオリ [4:13]
  - 作詞：KOTOKO／作曲・編曲：井内舞子
12. two HeaRt／桐島愛里 [5:01]
  - 作詞：KOTOKO／作曲・編曲：井内舞子
13. EXTRACT 〜The truth in me〜／川田まみ [6:19]
  - 作詞：川田まみ／作曲・編曲：高瀬一矢

## タイアップ
| 曲名                     | タイアップ                                                               |
| ------------------------ | ------------------------------------------------------------------------ |
| La clef〜迷宮の鍵〜      | 漫画『異国迷路のクロワーゼ』イメージソング                               |
| 決断のentrance           | PCゲーム『PRISM ARK LOVE^2 MAXIMUM!』挿入歌                              |
| a piacere                | PC・PS2ゲーム『Chanter -キミの歌がとどいたら-』オープニングテーマ        |
| platinum                 | PCゲーム『メカミミ』主題歌                                               |
| oblivion                 | PCゲーム『私立レイプ女学院』主題歌                                       |
| dilemma                  | PCゲーム『りとるらびっつ -わがままツインテール-』主題歌                  |
| melty snow               | PCゲーム『あねいも2 〜Second Stage〜』主題歌                             |
| 絆〜endless days〜       | PCゲーム『もっと 姉、ちゃんとしようよっ!』エンディングテーマ             |
| jihad                    | PCゲーム『BALDR SKY Dive2』オープニングテーマ                            |
| LAST IN BLUE             | PCゲーム『DOOP ADVANCE』主題歌                                           |
| Leaf ticket              | PCゲーム『パルフェ 〜ショコラ second brew〜』オープニングテーマ          |
| bumpy-Jumpy!             | PCゲーム『ナツユメナギサ』オープニングテーマ                             |
|                          |                                                                          |
| Restoration 〜沈黙の空〜 | PCゲーム『BALDR SKY Dive1』オープニングテーマ                            |
| Vacillate                | PCゲーム『ふたりの兄嫁』オープニングテーマ                               |
| 同じ空の下で             | PCゲーム『家族計画』オープニングテーマ                                   |
| Slow Step                | PCゲーム『Slow Step 〜初めての恋愛〜』エンディングテーマ                 |
| 幻想の宝石               | PCゲーム『プリズム☆ま〜じカル 〜PRISM Generations!〜』オープニングテーマ |
| For our days             | PCゲーム『そして明日の世界より――』オープニングテーマ                     |
| HALLUCINO                | PCゲーム『夢幻の迷宮3』主題歌                                            |
| Cherish                  | PCゲーム『真・燐月』主題歌                                               |
| Undying Love             | PCゲーム『ALMA〜ずっとそばに…〜』主題歌                                  |
| Bizarrerie Cage          | PCゲーム『猟奇の檻 第2章』主題歌                                         |
| 白い輪舞曲               | PCゲーム『冬のロンド』エンディングテーマ                                 |
| two HeaRt                | PCゲーム『FUTA・ANE』オープニングテーマ                                  |